# Cultura de Maadi-Buto

Distribuições de alguns dos sítios de Maadi-Buto

A Cultura de Maadi-Buto ou Cultura maadiana foi uma cultura arqueológica da Idade do Cobre que desenvolveu-se no delta do Nilo e no oásis de Faium entre 3800 e 3 200 a.C., fazendo-a contemporânea a Nacada I (4000–3500 a.C.) e Nacada II (3500–3200 a.C.).

## Cronologia
A cultura se desenvolveu 3800 e 3 200 a.C. em sítios localizados no delta do Nilo e no oásis de Faium; Reynes e Seeher supõem, em vista do hiato ocupacional notado entre Omari e Maadi-Buto (4400–3800 a.C.), que possivelmente houve uma fase "pré-maadiana" que ainda não foi identificada. Ela começou a declinar no final de Nacada II, possivelmente devido ao expansionismo nacadano, visto que a Cultura de Nacada ambicionava obter o controle das rotas comerciais com o Oriente. No começo de Nacada III, Maadi já não existia e muitos dos seus sítios foram reocupados. Se isso deu-se por conquista ou infiltração é ainda uma questão em aberto. A cultura representa um avanço significativo na complexidade social do Baixo Egito e, segundo as evidências (cronologia, arquitetura e artefatos correspondentes), possivelmente se desenvolveu a partir de influências híbridas, ou seja, tanto egípcias como palestinas.

## Características

### Sítios
Maadi
Maadi está na margem leste do rio Nilo a 10 quilômetros ao norte de Omari num cume na entrada do Uádi Ti, o que coloca-a fora do alcance das zonas sujeitas às inundação do rio. Data do começo do IV milênio a.C. e é contemporâneo a Nacada I-IIB. Compreende uma área de 18 hectares e foi escavado seletivamente. Sua organização mostra poucos sinais de planejamento urbano e não há indícios da separação de áreas às atividades específicas (econômica, ritual, residencial). Foi tido como os "restos de uma cidade em expansão"  e é formado por um sítio principal ligado a um cemitério (76 túmulos) e um sítio secundário ligado a outro cemitério (450 túmulos humanos e 14 animais). Possui cabanas ovais, estruturas em forma de ferradura, casas subterrâneas, estruturas retangulares (possivelmente currais), lareiras e silos (localizados nas bordas do assentamento). Alguns de seus edifícios se assemelham aqueles da Cultura de Bersebá.
Ao possuir edifícios de estocagem bem desenvolvidos, propôs-se que era uma sociedade bem-organizada que baseou suas atividades em elaborado sistema de estocagem. Tijolos secos ao Sol e pedras com argamassa foram usadas para erigir os edifícios e a diversidade das formas das estruturas pode indicar diferenciação social; a tecnologia de tijolos pode ter sido inventada no Levante e foi importada ao Egito. Paliçadas e longas valas estreitas formavam parte das defesas da cidade, mas há evidência de que foi saqueada e queimada ao menos uma vez. Não há claros indícios de que Maadi desempenhou atividades metalúrgicas, mas dada sua posição pensa-se que fosse centro de importação, manufatura e disseminação de cobre e objetos de cobre.
Saís e Buto
Saís possui três fases principais (neolítica, transicional e pré-dinástica) que transcorrem o período de 4 800 e 3 500 a.C. e são caracterizadas pela presença de cerâmica (sobretudo as últimas duas) e restos faunísticos de animais terrestres e peixes e plantas domesticadas. Saís e Buto são importantes sítios à compreensão da origem da religião na área, pois desde o pré-dinástico serviram como centros de propagação cultual. Buto, dividido em 7 camadas estratigráficas (estando entre elas uma camada transicional), apresentou-se como importante sítio do delta na fase final da cultura e produziu abundante conjunto lítico e cerâmico comparável aos conjuntos de Maadi, Heliópolis e Uádi Digla. Buto, por sua vez, à época era um sítio marítimo e utilizou de sua posição privilegiada para se integrar nas rotas comerciais vindas do Oriente, sobretudo num período no qual os sumérios expandiam-se em direção ao Mediterrâneo.
Segundo evidências localizadas nas primeiras duas camadas, os habitantes de Buto erigiram habitações com hastes de cana ou papiro. A camada transicional (marcada pela mudança de tipos de cerâmica) foi interpretada por alguns como evidência da substituição de uma cultura por outra, no entanto, há aqueles (Kohler e Wilkinson) que argumentam que a camada influi numa expansão da tecnologia de cerâmica do Alto Egito e não necessariamente a expansão da Cultura de Nacada como evidenciado pelos novos modelos localizados (foram produzidos localmente). Buto, com base em artefatos descobertos in situ, possivelmente possuía conexões com culturas calcolíticas do corredor siro-palestino e Mesopotâmia,  sobretudo a partir de sua cerâmica, porém mesmo ela era produzida localmente, como àquela de influência nacadana.

### Cemitérios
Os cemitérios localizam-se fora dos assentamentos e neles há enterros de jovens, homens e mulheres depositados em covas ovais ou circulares rasas envolvidos em papiros ou peles com espólio (pentes, pulseiras, conchas, paletas, pérolas, pigmentos, cerâmica, vasos de pedra e restos animais); crianças foram enterradas no interior dos assentamentos em vasos. Também foram evidenciados os primeiros exemplos de sepultamento animal. Em Heliópolis, exemplos de túmulos orlados com blocos de pedra e madeiras sobre as lápides foram constatados. Inicialmente os adultos foram enterrados de forma recurvada e com as mãos no rosto; posteriormente foram colocados na cova com a cabeça ao sul e com o corpo pro lado direito. O espólio tumular é simples e há poucos bens em cada túmulo, mas se nota um processo de acumulação, com alguns túmulos de Uádi Digla mais equipados do que outros; em Heliópolis há a mesma tendência.

### Cultura material

Vasos de origem levantina escavados em Maadi

Conjunto de ossos de bagre encontrados em um vaso escavado em Maadi. Os ossos eram usados para fazer pontas de flechas

A indústria lítica usava sílex, quartzito e cristal de rocha e tinha como formas principais raspadores raspadores circulares produzidos a partir de nódulos grandes, lâminas com nervuras retilíneas conhecidas como "lâminas cananeias" (essa tecnologia se espalha ao Alto Egito por sua influência) que mais tarde dariam origem às "navalhas" (raspadores duplos) faraônicos,[a] peças bifaciais como pontas de projéteis, adagas e lâminas de foices (produzidas primeiro segundo a tradição das foices de Faium, mas gradualmente substituídas pelo estilo de foices montadas numa lâmina do Oriente Próximo), facas de borda retocada, furadores, punções, buris e microburis, cunhas, brocas, cabeças de clavas discoides (semelhantes àquelas de Nacada I e II), mós, machados polidos, pilões, almofarizes, lâminas torcidas, pontas de flechas espigadas, foices unifaciais e cutelos.
Cobre (agulhas, arpões, hastes, espátulas, machados, cinzeis, punções, furadores, anzóis, fios e alfinetes), osso, marfim e chifre polidos (pentes, agulhas, arpões, punções e furadores), espinhas de bagre (dardos e pontas de flechas) e madeira (braceletes, varas, alças e tampas) também eram usados. Pigmentos (ocre, malaquita), paletas (calcário; raramente grauvaque[b]) e vasos de pedra (alabastro, calcário e basalto) são evidenciados. Há alguns exemplos de figurinhas animais encontradas em Maadi, mas ao que parece são diferentes daquelas coetâneas do sul do Levante. Foi encontrado em Buto, Maadi e Mendes uma atípica cerâmica fibrosa, bem como pequenos potes globulares com orifícios pré-cozidos em Buto que são distintivos do Baixo Egito e são datados de Nacada IID2-III.
Sua cerâmica era temperada (palha, areia, calcita), decorada (incisões ou pinturas geométricas), produzida à mão e aperfeiçoada com roda; aparentemente as partes superior e inferior eram produzidas em separado e depois unidas. Os vasos foram divididos em 5 grupos: jarros globulares pretos e em geral polidos; jarros ovoides marrom-avermelhados polidos com anel na base; vasos vermelhos de topo preto; vasos vermelhos polidos com pouco tempero; vasos amarelos polidos sem tempero. Tinham pescoços estreitos, bordas largas e eram raramente decorados, exceto às vezes com marcas incisas aplicadas após o cozimento. A produção era doméstica e assim permaneceu até fins do Calcolítico.
Há vasos antropomórficos, grandes jarros para estocagem (marrons, vermelhos, cinzas ou pretos polidos com lavagem vermelha ou branca), vasos do Levante (tigelas em forma de V feitas com rodas, cerâmicos com pé, pescoço, boca e alças distintivas decorados en mamelons e feitos com argila calcária) e Alto Egito (vermelhos com topo preto) que eram imitados localmente ou produzidos por pequenos grupos de ceramistas estrangeiros alocados na zona. Vasos achados em Heliópolis possuem, para Mortensen, relação com tradições autóctones e palestinas: "está claramente relacionada com a tradição anterior no norte, encontrada em Merinde, Faium e Omari, porém também mostra traços da tradição palestina: tempero com calcário moído, uso de lavagem de cal". Cacos de Buto, Tel Issuíde e Tel Ibraim Auade decorados com impressões são reminiscências da cerâmica saariano-sudanesa.

### Economia
A economia se baseava na pecuária (ovino, bovino, caprino, suíno, burro, cão), agricultura (trigo, cevada, linho, lentilha, ervilha), caça (hipopótamo, íbex, castor, tartaruga), pesca (peixe, marisco) e comércio. Eles importavam produtos do Oriente (madeira de cedro, cilindros de argila de Uruque, peças líticas, vasos de pedra, conchas, betume do mar Morto, nódulos de sílex, cerâmica, resina, óleo, vinho, cobre, basalto; talvez leite e queijo de cabra e lã), Alto Egito (pentes, cerâmica, marfim, paletas, cabeças de clava, pele de leopardo, vasos de pedra, peças líticas, ovos e plumas de avestruz) e deserto Oriental (malaquita, manganês, cornalina, conchas, pérolas) e exportavam produtos para estas regiões: cerâmica, conchas e cereais ao Oriente; cobre, basalto e sílex ao Alto Egito. O cobre utilizado no Baixo Egito provinha do Uádi de Arraba, no Sinai, na forma de lingotes ou minério; também há lingotes de formato similar aqueles de Timna e foi achado um objeto em cobre com alto teor de níquel e arsênio, indicando origem na Anatólia ou Transcaucásia. O contato é também indicado pela presença precoce de restos de burros domesticados.